# Perlodes jurassicus
Perlodes jurassicus är en bäcksländeart som beskrevs av Aubert 1946. Perlodes jurassicus ingår i släktet Perlodes och familjen rovbäcksländor. Inga underarter finns listade i Catalogue of Life.